# Popi (serie televisiva)
Popi  è una serie televisiva statunitense in 11 episodi trasmessi per la prima volta nel corso di una sola stagione dal 1975 al 1976. È tratta dal film Papà... abbaia piano! (Popi) del 1969.

## Trama
Abraham Rodriguez, soprannominato Popi, è un portoricano vedovo. Vive a New York insieme con i suoi tre figli che deve tirare avanti con lavori saltuari.

## Personaggi
- Abraham Rodriguez (11 episodi, 1975-1976), interpretato da Héctor Elizondo.
- Junior Rodriguez (11 episodi, 1975-1976), interpretato da Anthony Perez.
- Luis Rodriguez (10 episodi, 1976), interpretato da Dennis Vasquez.
- Maggio (7 episodi, 1975-1976), interpretato da Lou Criscuolo.
- Lupe (6 episodi, 1976), interpretato da Edith Diaz, è una vicina di casa che esce con Popi.
- padre Cassity (3 episodi, 1976), interpretato da Burke Byrnes.
- Esposito (2 episodi, 1976), interpretato da Tony Brande.

## Produzione
La serie fu prodotta da ITP. Il pilot andò in onda il 2 maggio 1975 e la serie debuttò l'anno dopo, il 20 gennaio 1976.

### Registi
Tra i registi della serie sono accreditati:
- Hy Averback
- Alfred Viola

## Distribuzione
La serie fu trasmessa negli Stati Uniti dal 1975 al 1976 sulla rete televisiva CBS. In Italia è stata trasmessa con il titolo Popi.

## Episodi
| Stagione       | Episodi | Prima TV USA |
| -------------- | ------- | ------------ |
| Prima stagione | 11      | 1975-1976    |